# Le Vilain Petit Canard
Pour les articles homonymes, voir Le Vilain Petit Canard (homonymie).

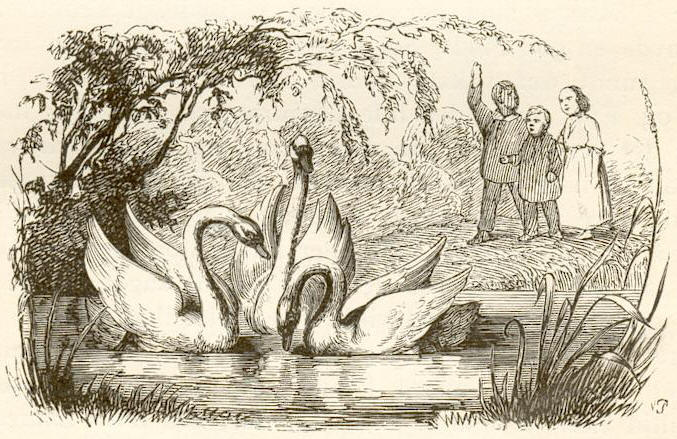
Illustration du Vilain Petit Canard par Vilhelm Pedersen.

Le Vilain Petit Canard (en danois : Den grimme ælling) est un conte  de Hans Christian Andersen écrit en juillet 1842. C'est un récit autobiographique composé après l'échec de la pièce de théâtre L'Oiseau dans le poirier, sifflée lors de la première.

## Résumé
Une cane couve ses œufs, mais à l'éclosion, l'un d'eux, le vilain petit canard, ne ressemble pas à ses frères et sœurs de couvée. Rejeté de tous, à cause de son physique différent, il est contraint de quitter sa « famille » et de partir, loin, pour ne plus subir leurs moqueries et leurs coups. Sur son chemin, ceux qu'il rencontre ne l'acceptent pas toujours non plus. Il rencontre d'abord des jars sauvages, qui l'acceptent sans problème, mais des chasseurs arrivent. Le vilain petit canard s'enfuit alors à nouveau. Puis, il arrive dans une cabane où habite une vieille femme qui le recueille en le confondant avec une cane. Mais la vieille femme accueille aussi une poule et un chat, qui méprisent le vilain petit canard. Alors, ce dernier quitte la cabane. Il arrive cette fois dans un lac, où il est piégé par la glace. Heureusement, un paysan délivre le caneton pour le donner à sa femme. Le caneton, effrayé, se sauve et passe tout l'hiver dehors. Un jour, cependant, ébloui par la beauté des cygnes, le vilain petit canard décide d'aller vers eux et réalise, en se mirant dans l'eau, qu'il n'est plus un vilain petit canard (et qu'il n'a, en fait, jamais été un canard), mais qu'il est devenu un magnifique cygne. Enfin il finit par se faire respecter et devient plus beau que jamais.

## Commentaire

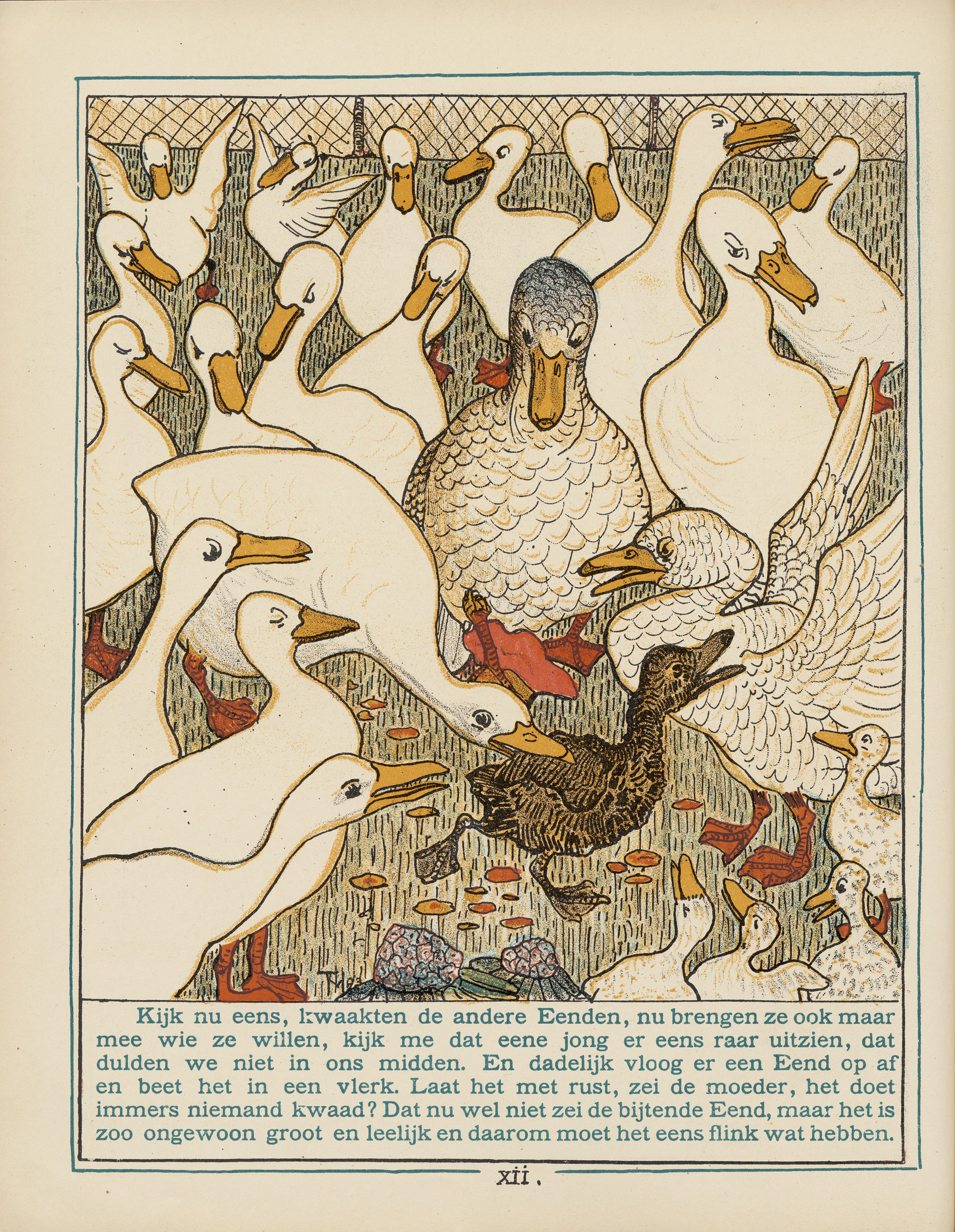
Illustration de Theo van Hoytema de 1893.

Il est question de récit de formation, voire de récit initiatique à propos du Vilain Petit Canard, qui montre comment l'enfant, en grandissant, doit apprendre à se connaître lui-même et s'accepter tel qu'il est, même si son entourage lui renvoie une image négative et ne l'aide pas à développer l'estime de soi.
On peut aussi y voir un aspect initiatique moins général : une différence ou un handicap peuvent être motif de moquerie et d'exclusion et devenir, avec le temps ou selon le point de vue, un atout, un objet valorisant, un motif de reconnaissance.
Mais une interprétation autobiographique retiendra la revanche du poète (le cygne) sur les gens ordinaires (les canards), lorsqu'il découvre un milieu qui lui permet de reconnaître son talent.
Né dans un milieu extrêmement pauvre dans les bas quartiers de la ville d'Odense, Andersen s'attache à la notion de vilain petit canard dès son enfance. Après la mort de son père, il manqua d'affection de la part de sa mère qui le croyait fou quand il lui récitait les pièces de théâtre qu'il avait inventées. Plus tard il accède réellement à l'école alors qu'il a 18 ans et les autres élèves sont tous au moins cinq ans plus jeunes que lui. Il subit alors les moqueries et le mépris de l'école entière, professeurs et directeur compris, pour son âge inapproprié et son ambition de devenir écrivain. Il fut également toujours malheureux en amour. Son physique ne plaisait pas, il était très grand pour l'époque, avait des membres dégingandés et était malgré tout complètement narcissique et satisfait de son image. Ceci lui a valu de nombreuses critiques. Ses débuts en tant qu'écrivain furent également beaucoup critiqués et parsemés d'échecs. Tout ceci a contribué à son impression d'être différent et rejeté.
Le thème du génie incompris est un thème romantique qui revient assez souvent dans la poésie du XIXe siècle, chez Alfred de Vigny et chez Charles Baudelaire notamment, ce dernier montrant  l'incompréhension entre le poète des cimes et le vulgaire dans L'Albatros. Théodore de Banville (Les Torts du cygne) et Sully Prudhomme (Le Cygne) exploiteront aussi ce thème que certains critiques ont cru retrouver dans Le vierge le vivace et le bel aujourd'hui, de Stéphane Mallarmé. On retrouve aussi ce thème dans le roman, par exemple dans Le Rouge et le noir de Stendhal, dont le héros, Julien Sorel, jeune homme de condition modeste mais d'une intelligence exceptionnelle, souffre d'être né dans un milieu grossier et brutal, ou chez Villiers de L'Isle-Adam, dont le héros Tribulat Bonhomet se délecte à la bourgeoise à torturer psychologiquement puis tuer les oiseaux poètes.
Bruno Bettelheim critique assez durement ce conte en remarquant qu'il incite l'enfant à se croire d'une espèce différente de son entourage. Il s'agit selon lui d'un conte qui s'adresse plutôt aux adultes.

## Adaptations
- En 1914, le compositeur russe Sergueï Prokofiev écrit une œuvre pour voix et piano basée sur l'adaptation du conte original d'Andersen par Nina Mershchersky's. En 1932, il adapte la partition pour voix et orchestre.
- En 1931, les studios Disney adaptent le conte pour en faire un dessin animé en noir et blanc, Le Vilain Petit Canard, une Silly Symphony diffusée pour la première fois le 16 décembre.
- En 1939, Disney sort une nouvelle version du dessin animé en Technicolor, Le Vilain Petit Canard
- En 1952, la comédie musicale Hans Christian Andersen, de Charles Vidor, comporte une chanson, Le Vilain Petit Canard, de Frank Loesser, chantée par Danny Kaye.
- En 1996, Polygram Video et Millimages produisent le film d'animation Le Vilain Petit Canard, réalisé par Evelyne Fouché et Vladimir Gontcharov.
- En 2010, sort le film d'animation Le Vilain Petit Canard réalisé par Garri Bardine.
- En 2011 sort la série Once Upon a Time par Edward Kitsis qui adapte les personnages de contes dans notre univers, le personnage principal porte le nom de Emma Swan (Swan voulait dire cygne en anglais), les auteurs ont confirmé avoir donné ce nom en référence au Vilain Petit Canard.
- En 2016, Ramona Bădescu et Fanny Dreyer en écrivent une adaptation, Moi, canard, aux éditions Cambourakis.